# Simon Yates
Simon Philip Yates (n. 7 august 1992, Bury, Anglia, Regatul Unit) este un ciclist britanic de curse pe șosea și pe pistă care în prezent concurează pentru echipa Team BikeExchange–Jayco, echipa licențiată UCI WorldTeam. Fratele său geamăn este Adam Yates, care este de asemenea ciclist profesionist. A câștigat medalia de aur în cursa pe puncte la Campionatele Mondiale de ciclism pe pistă din 2013. După o interdicție din cauza dopajului în 2016, s-a clasat pe primul loc în clasamentul tinerilor cicliști în Turul Franței 2017 și a câștigat Turul Spaniei 2018. Yates a câștigat, de asemenea, mai multe etape la fiecare dintre cele trei mari tururi ale ciclismului.

## Rezultate în Marile Tururi

### Turul Italiei
5 participări
- 2018: locul 21, câștigător al etapei 1, câștigător al etapelor a 9-a, a 11-a și a 15-a
- 2019: locul 8
- 2020: nu a terminat competiția
- 2021: locul 3, câștigător al etapei a 19-a
- 2022: nu a terminat competiția, câștigător al etapelor a 2-a și a 14-a

### Turul Franței
5 participări
- 2014: nu a terminat cursa
- 2015: locul 89
- 2017: locul 7
- 2019: locul 49, , câștigător al etapelor a 12-a și a 15-a
- 2021:

### Turul Spaniei
3 participări
- 2016: locul 6, câștigător al etapei a 6-a
- 2017: locul 44
- 2018: locul 1, câștigător al etapei a 14-a